# 刘劲松 (1972年)
刘劲松（1972年—），籍贯江苏，生于浙江，成长于新疆，中华人民共和国外交官，曾任中华人民共和国驻阿富汗伊斯兰共和国特命全权大使，现任外交部亚洲司司长。

## 生平
毕业于中国人民大学区域经济所和塔夫茨大学弗莱彻外交学院。1993年，进入中华人民共和国外交部工作，先后在外交部亚洲司、外交部政策研究室、驻泰国大使馆任职。2004年，任驻日本大使馆一等秘书，后升任政务参赞。2007年，任驻英国大使馆政务参赞。2010年，任国务院台湾事务办公室研究局副局长。2011年，任外交部香港澳门台湾事务司副司长。2012年，任外交部政策规划司副司长。同年，改任外交部国际经济司副司长、丝路基金董事。2015年，任驻印度大使馆公使、首席馆员。2018年1月，出任中华人民共和国驻阿富汗大使。2019年7月，自驻阿富汗大使离任，改任外交部政策规划司司长。2021年7月，改任外交部亚洲司司长。

## 家庭
已婚，有一子。